# Death of Love
Death Of Love es una canción pop-rock de la cantante británica Sophie Ellis-Bextor, fue publicada como el último sencillo del álbum  Familia el 24 de abril de 2017, con la cual cerraría la promoción de dicho álbum, escrita por Ellis-Bextor y Ed Harcourt, quien también es el productor del álbum.

## Video musical
Grabado en Puerto Vallarta, México en los mismos días que se grabó el videoclip de Wild Forever con la dirección de Sophie Muller, vemos a Sophie recorriendo la ciudad, probando tequila en un bar e interpretando la canción en el marco de una ventana donde luce unos ruleros en el cabello. El video se estrenó el 6 de abril de 2017 en su canal de Vevo en Youtube y el día 12 del mismo mes estrenó un segundo videoclip en una versión mariachi.

## Lanzamiento
El sencillo fue lanzado el 24 de abril de 2017 en los formatos digital y CD promocional
- CD promocional:[1]

1. Death Of Love (Radio Edit) - 3:29